# بونگبوکسان
بونگبوکسان (به لاتین: Bongboksan) یک کوه در کره جنوبی است که در کره جنوبی واقع شده‌است. بونگبوکسان ۸۳۲ متر بالاتر از سطح دریا واقع شده‌است.